# Anna Leopoldowna

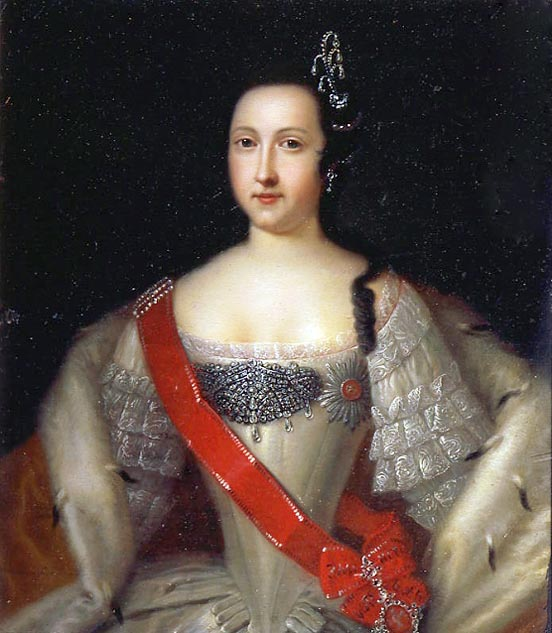
Porträt Anna Leopoldownas von Louis Caravaque, nach 1733

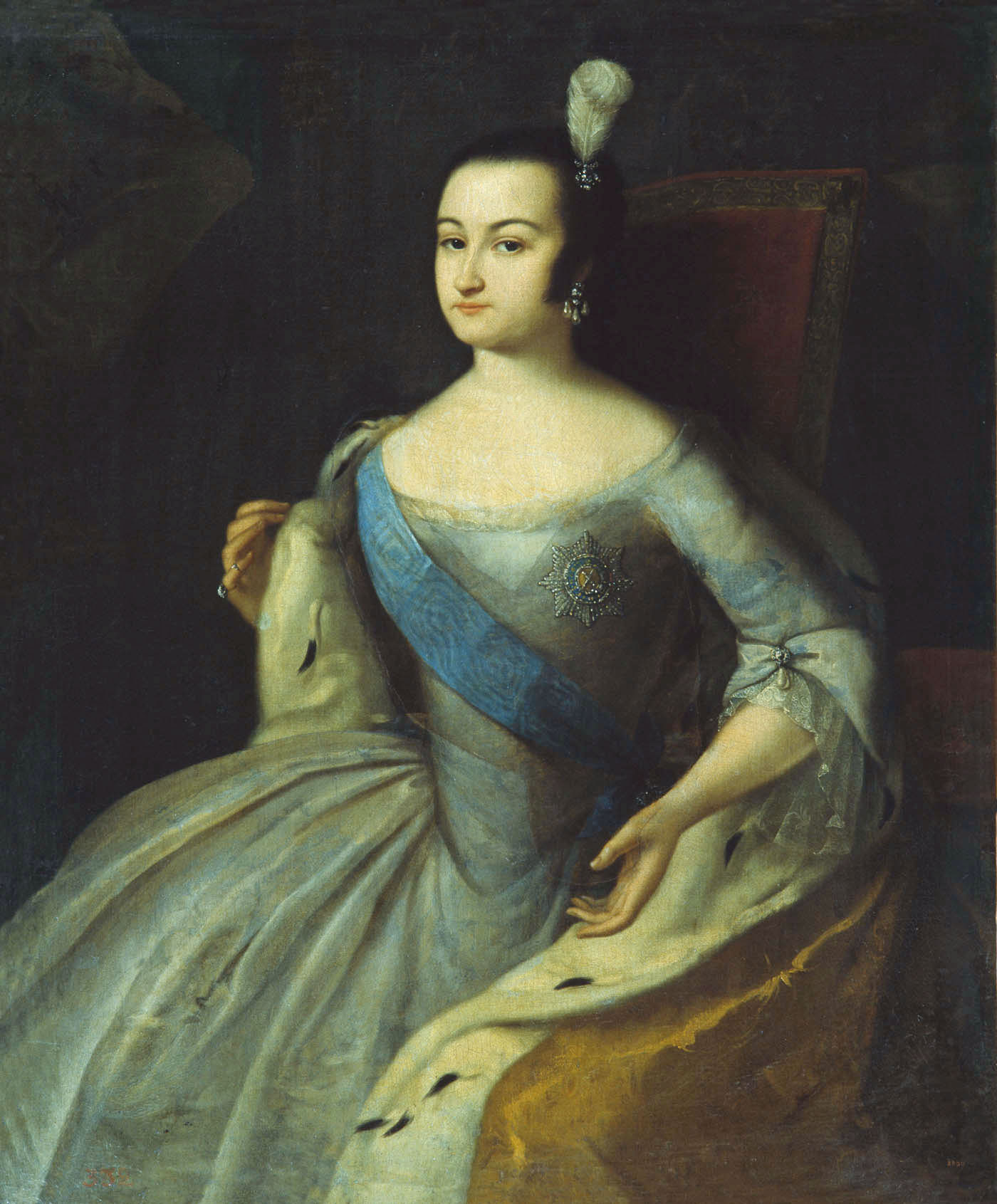
Porträt Anna Leopoldownas von Louis Caravaque, 1740

Anna Leopoldowna, geboren als Elisabeth Katharina Christine Herzogin zu Mecklenburg(-Schwerin) (* 18. Dezember 1718 in Rostock; † 18. März 1746 in Cholmogory an der Dwina), war durch Heirat Prinzessin von Braunschweig-Wolfenbüttel sowie von 1740 bis 1741 als Großfürstin Regentin des Russischen Kaiserreichs. Als Urenkelin des Zaren Alexei Michailowitsch war sie mütterlicherseits eine mittelbare Nachfolgerin zum russischen Zarenthron. Sie wurde im Dezember 1741 nach nur einjähriger Regentschaft durch einen Staatsstreich von Elisabeth Petrowna, einer Tochter Peters des Großen, gestürzt und starb in der Verbannung.

## Leben

### Abstammung; frühe Jahre; Heirat
Elisabeth Katharina Christine, wie der Taufname von Anna Leopoldowna lautete, war die einzige Tochter von Herzog Karl Leopold von Mecklenburg und dessen dritter Gemahlin Katharina Iwanowna, Schwester der späteren Zarin Anna Iwanowna. Die Ehe ihrer Mutter mit dem despotischen Herzog verlief unglücklich, sodass diese ihren Ehemann 1722 verließ und mit ihrer kleinen Tochter nach Russland zurückkehrte. Dort lebte Elisabeth Katharina Christine mit ihrer Mutter zurückgezogen zunächst bei ihrer Großmutter, der Zarenwitwe Praskowja Fjodorowna Saltykowa, später in Ismailowo, Moskau und Sankt Petersburg. Mit ihrem Vater hatte sie praktisch keinen Kontakt.
Als 1730 die kinderlose, verwitwete Anna Iwanowna den Zarenthron bestieg, benötigte sie zum Erhalt der Romanow-Dynastie einen Erben. Damit rückte Elisabeth Katharina Christine in den Fokus als mögliche Mutter eines potentiellen Thronfolgers. Im Auftrag der Kaiserin wurde sie an deren Hof gebracht und erhielt eine gediegene Ausbildung. Ein Generaladjutant reiste nach Deutschland und hielt dort nach einem passenden Bräutigam für die russische Prinzessin Ausschau. Als erster Heiratskandidat wurde der Markgraf Karl Friedrich Albrecht von Brandenburg-Schwedt in Betracht gezogen, doch dann wurde auf Empfehlung des Wiener Hofs dem Prinzen Anton Ulrich von Braunschweig-Wolfenbüttel wegen seiner Verwandtschaft mit Kaiser Karl VI. der Vorzug gegeben. Durch diese Auswahl des Bräutigams sahen sich Graf Heinrich Johann Friedrich Ostermann, der ein gutes Verhältnis zu Österreich anstrebte, und Generalfeldmarschall Burkhard Christoph von Münnich gestärkt. Im März 1733 reiste Anton Ulrich nach Russland. Elisabeth Katharina Christine war mittlerweile im orthodoxen Glauben unterwiesen wurden und nahm anlässlich ihres Übertrittes zur russisch-orthodoxen Kirche den Namen Anna Leopoldowna an.
Für den ihr bestimmten Bräutigam verspürte Anna Leopoldowna keine Sympathie. Sie ging mehrere Liebesaffären ein, u. a. mit dem sächsischen Gesandten Moritz Karl Graf zu Lynar. Kaiserin Anna versuchte dieses Verhalten der russischen Prinzessin zu unterbinden, indem sie diese isolieren und streng überwachen ließ. Der mächtige Herzog Ernst Johann von Biron versuchte die Heirat von Anna Leopoldowna mit Anton Ulrich zu hintertreiben, da er seinen eigenen Sohn Peter mit ihr vermählen wollte. Er konnte seinen Plan jedoch nach der Aufdeckung seiner Intrige nicht realisieren. Die Hochzeit von Anna Leopoldowna und Anton Ulrich fand schließlich am 12. Juli 1739 in Sankt Petersburg statt. Der frisch angetraute Prinz sollte nach Auffassung Kaiserin Annas nur für die Geburt eines Thronerben sorgen; auch wurde kein politischer Ehrgeiz von seiner Gemahlin erwartet.

### Regentin
Am 23. August 1740 gebar Anna Leopoldowna ihren ersten Sohn, Iwan, den die bereits schwerkranke Kaiserin zu ihrem Nachfolger bestimmte. Zum Regenten für den minderjährigen Thronfolger ernannte Anna Iwanowna nach langem Zögern und auf dessen Drängen ihren Favoriten, den kurländischen Herzog Ernst Johann von Biron und überging somit ihre Nichte. Am 28. Oktober 1740 verstarb die Kaiserin. Biron hatte in der adligen russischen Führungsschicht sowie bei den Garderegimentern keinen ausreichenden Rückhalt und stand auch in Rivalität zum Generalfeldmarschall Münnich. Anna Leopoldowna fühlte sich zurückgesetzt und nutzte die weitverbreitete Ablehnung des Regenten zu dessen Sturz. Im Gegensatz zu ihrem Gemahl war sie machthungrig und stiftete Münnich zum Staatsstreich an. Münnich und dessen Adjutant Manstein gingen gemeinsam mit Anna Leopoldowna in der Nacht zum 20. November 1740 zum Preobraschenski Leib-Garderegiment. Vor dessen Soldaten klagte Anna über ihre erniedrigende Behandlung durch Biron und versprach ihnen für den Übertritt in ihre Dienste höheren Sold. Manstein verhaftete Biron in dessen Schlafzimmer mit Hilfe von 80 Soldaten und ließ ihn internieren. Der Verschwörung beschuldigt wurde Biron bald darauf nach Sibirien verbannt. Inzwischen hatte sich Anna Leopoldowna unter dem Titel einer Großfürstin zur Regentin ihres minderjährigen Sohnes erklärt und die Garde den Treueschwur auf sie geleistet.
Das höchste zentrale Staatsorgan, das Ministerkabinett, wurde nun in Fachdepartements untergliedert, wobei Münnich dem Ministerium für Heeresangelegenheiten, der Graf Heinrich Johann Friedrich Ostermann jenem für die Außenpolitik sowie Čerkasskij und Golovkin jenem für die innere Verwaltung vorstanden. Münnich wurde zunächst als erster Kabinettsminister die dominierende politische Figur. Anna Leopoldowna ernannte jedoch ihren Gatten Anton Ulrich zum Oberbefehlshaber der russischen Armee und strebte die Kaiserkrone an. Münnich war antihabsburgisch gesinnt und schloss am 27. Dezember 1740 ein Defensivbündnis mit dem preußischen König Friedrich dem Großen. Er vollzog damit einen außenpolitischen Kurswechsel, weil Russlands Hauptbündnispartner zuvor Österreich gewesen war. Hierdurch wurde die russische Europapolitik zeitweilig geschwächt. Da Münnich nicht nur die Rolle eines Gefolgsmanns der politisch wenig befähigten Regentin spielen wollte und diese auch den Fortbestand der Allianz mit Österreich favorisierte, kam es bald zum Zerwürfnis zwischen Anna Leopoldowna und ihrem ersten Minister. Graf Ostermann rivalisierte mit Münnich um Einfluss und erwirkte, dass dieser am 13. März 1741 seine Ämter niederlegte. Daraufhin trat Ostermann als führender politischer Akteur an Münnichs Stelle.
Die Regentin beschäftigte sich zwar nur wenig mit den Staatsangelegenheiten, forderte aber tägliche Fortschrittsberichte der staatlichen Institutionen über den Abbau der Bürokratie ans Ministerkabinett und ordnete soziale Regelungen für die Industrie an. Ferner verfügte sie für die Wirtschaft die Einhaltung von Qualitätsstandards. Kein Erfolg war ihrem Plan beschieden, eine rechenschaftspflichtige Haushaltsführung der Regierung durchzusetzen. Im Privatbereich unterhielt sie ein Liebesverhältnis mit dem von ihr nach ihrer Machtergreifung nach Russland zurückgeholten sächsischen Gesandten Moritz Karl zu Lynar, den sie zum Schein mit ihrer ersten Hofdame Juliane von Mengden, einer Verwandten Münnichs, verloben ließ. Ihre Affäre führte zur Entzweiung mit ihrem Gemahl. Ostermann konnte unterdessen seine Machtstellung nicht dauerhaft absichern, da er über keinen Rückhalt einer mächtigen Hofpartei verfügte. Außenpolitisch war das Zarenreich bedroht; das Osmanische Reich setzte die Krimtataren gegen Russland in Bewegung, und Schweden erklärte Russland im August 1741 den Krieg und fiel in Finnland ein. Als Ostermann gegen Golovkin um den Erhalt seiner Macht rang, wurde er von Anton Ulrich unterstützt, während Anna Leopoldowna Partei für Golovkin ergriff.

### Sturz
Im Herbst 1741 bildete sich eine Verschwörung gegen Anna Leopoldowna mit dem Ziel, mit Elisabeth Petrowna eine Tochter Peters des Großen und damit Annas Halbtante 2. Grades (also die Halbcousine ihrer Mutter), auf den russischen Thron zu bringen. Elisabeth war schon zweimal nach dem Tod Peters II. und Anna Iwanownas bei der Thronfolge übergangen worden und war auch über Gerüchte beunruhigt, die besagten, dass Anna Leopoldowna sie zum Verzicht auf ihre Thronansprüche zwingen und als Nonne in ein Kloster stecken wolle. Zu Hilfe kamen Elisabeth bei ihren Umsturzplänen der zunehmende Machtverlust der Regierung Ostermann, die wachsende Ablehnung einer angeblichen Dominanz deutscher Staatsmänner am Zarenhof, die unbefriedigende Situation eines noch nicht regierungsfähigen Kaisers und die schwierige außenpolitische Lage Russlands. Der französische Hof war über Anna Leopoldownas Präferenz einer Allianz zwischen dem Zarenreich und Maria Theresia verärgert, und einige seiner Diplomaten, u. a. der Botschafter Marquis de La Chétardie, unterstützten finanziell die Intrigen zum Sturz der Regentin. Nach Einschätzung von Aristide Fenster waren aber die Umtriebe der französischen Diplomaten von geringerer Bedeutung für den Staatsstreich von 1741 als dies häufig in der Fachliteratur angenommen wird. Mit Hilfe enger Vertrauensleute nahm Elisabeth Kontakt zu den Garderegimentern auf, bei denen sie beliebt war und deren Beistand beim geplanten Umsturz sie erfolgreich zu gewinnen suchte.
Anna Leopoldowna erfuhr von dem Komplott noch vor dessen Ausführung, verwarf aber den Rat Ostermanns, Elisabeth unter Hausarrest zu stellen. Stattdessen konfrontierte sie die Zarentochter am 4. Dezember 1741 nach dem Kartenspiel mit einem belastenden Brief, in dem Elisabeth als Verschwörerin denunziert wurde. Elisabeth vermochte jedoch die offenbar naive Regentin von ihrer vermeintlichen Unschuld zu überzeugen. Sie musste nun rasch handeln, begab sich in der Nacht vom 5. auf den 6. Dezember 1741 mit 300 Soldaten des Preobraschensker Leib-Garderegiment zum Sankt Petersburger Winterpalast und ordnete die Verhaftung von Anna Leopoldowna und deren Angehörigen an. Nach einigen Berichten soll sich Elisabeth selbst mit den Gardisten in den Palast begeben und Anna Leopoldowna mit den Worten: „Kleine Schwester, es ist Zeit aufzustehen“ geweckt haben. Die Regentin und ihr Gemahl konnten jedenfalls keine Gegenwehr organisieren und Elisabeth ließ sich am nächsten Tag zur Kaiserin ausrufen. Die geheime Staatspolizei hatte die vorangegangenen Umtriebe zum Sturz der Regentin mit wohlwollender Neutralität beobachtet.

### Verbannung und Tod
Kaiserin Elisabeth ließ durch ein Manifest vom 9. Dezember 1741 verlautbaren, dass sie Anna Leopoldowna samt deren Familie des Landes verweisen werde. Doch zwei Wochen später wurde die gestürzte Regentin mit ihrem Gemahl und ihren Kindern zunächst nach Riga gebracht und dort gefangen gehalten. Auch später erhielt die Familie nicht die Erlaubnis zur Ausreise nach Deutschland; stattdessen wurde ihr im Dezember 1742 die Festung Dünaburg als neuer Aufenthaltsort angewiesen. Für Elisabeth kam die Ausreise von Anna Leopoldowna und deren Angehörigen nicht in Betracht, da sie durch einen Putsch an die Macht gekommen war und vor allem der lebende nominelle Kaiser Iwan VI. eine potentielle Gefahr darstellte, wenn er sich nicht zusammen mit seiner Mutter in einem von der Kaiserin kontrollierten Gewahrsam befand. Im Januar 1744 erließ Elisabeth einen Ukas, dass Anna Leopoldowna und ihre Angehörigen künftig in der Festung Ranenburg in Gefangenschaft leben mussten. Auch dieser Verbannungsort schien der Kaiserin nicht genügend Garantie vor einer möglichen Flucht der Exilierten zu bieten. Deshalb sollten diese im Juni 1744 in das Solowezki-Kloster bei Archangelsk überführt werden. Da sich der Weg zum Kloster als zu mühevoll erwies, wurden die Gefangenen im Bischofspalast von Cholmogory an der Dwina interniert.
Während der Zeit ihrer Verbannung gebar Anna Leopoldowna drei weitere Kinder, nachdem sie nach ihrem ältesten Sohn Iwan noch während ihrer Zeit als Regentin im Juli 1741 in Sankt Petersburg ihre Tochter Katharina Antonowna auf die Welt gebracht hatte. Iwan wurde in Cholmogory von seiner Familie getrennt und zunächst in einem nahegelegenen bewachten Haus untergebracht. Anna Leopoldowna starb am 18. März 1746 im Alter von 27 Jahren in Cholmogory nach der Geburt ihres fünften Kindes. Ihre sterblichen Überreste befinden sich in der Verkündigungs-Kirche des Alexander-Newski-Klosters in Sankt Petersburg.
Annas ältester Sohn, der „unglückliche Zar“ Iwan VI., wurde 1756 auf die Festung Schlüsselburg gebracht und dort 1764 ermordet. Anton Ulrich blieb mit den jüngeren Kinder bis zu seinem Tod 1774 in Haft. Die inzwischen erwachsenen Kinder entließ Katharina II. 1780 nach Dänemark, wo sie unter der Obhut ihrer Tante, der Königinwitwe Juliane von Braunschweig-Wolfenbüttel in Horsens in Jütland zurückgezogen lebten.

## Nachkommen
- Iwan VI. (1740–1764)
- Katharina (1741–1807)
- Elisabeth (1743–1782)
- Peter (1745–1798)
- Alexej (1746–1787)